# Marilyn Livingstone
Marilyn Livingstone (* 30. September 1952) ist eine schottische Politikerin und Mitglied der Labour Party.
Bei den Schottischen Parlamentswahlen 1999 gewann Livingstone das Direktmandat des Wahlkreises Kirkcaldy und zog in das neugeschaffene Schottische Parlament ein. Bei den Parlamentswahlen 2003 und 2007 verteidigte sie den Wahlkreis, unterlag jedoch bei den Parlamentswahlen 2011 dem Kandidaten der Scottish National Party, David Torrance. Da Livingstone nicht als Listenkandidatin für die Wahlregion aufgestellt war, verpasste sie den erneuten Einzug ins Parlament.

## Werdegang
Livingstone besuchte die Viewforth Secondardy School und das Fife College in Glenrothes. Zwischen 1982 und 1999 leitete sie die Wirtschaftsfakultät am Fife College. In dieser Zeit war Livingstone auch zunächst als Rätin für den Distrikt Kirkcaldy, dann für die Region Fife tätig.